# Кэррадайн, Джон
Джон Кэ́ррадайн (наст. имя Ричмонд Рид Кэррадайн; 5 февраля 1906[…], Нью-Йорк, Нью-Йорк — 27 ноября 1988[…], Милан) — американский характерный актёр, исполнивший роли (как правило, эпизодические и второго плана) в 351 фильме, из которых многие являются классикой Голливуда. Был четыре раза женат, четверо его сыновей и внуков стали актёрами.

## Ранняя биография
Джон Кэррадайн родился в 1906 году в Нью-Йорке в США, в семье хирурга Женевьев Уинифред и её супруга, репортёра «Associated Press» Уильяма Рида Кэррадайна. Семья жила в Пикскилле и Кингстоне, Нью-Йорк. Отец Джона умер от туберкулеза, когда мальчику было два года, и его мать снова вышла замуж, за мануфактурщика по фамилии Пек (Peck), производителя бумаги «Philadelphia», который не был особо любезен с Джоном, и его воспитание все чаще основывалось на наказаниях, в том числе и физических.
Джон окончил христианскую школу в Кингстоне, а позже учился в епископальной академии в Суортморе, Пенсильвания. Именно там он натренировал свою память и поставил дикцию, выучивая наизусть и декламируя отрывки из книги «Episcopal Book of Common Prayer» (практиковалось это в качестве наказания для учеников).
Уже в возрасте 11 лет Джон решил связать свою жизнь с актёрством. Его сценический дебют состоялся в 1925 году в Новом Орлеане (это была постановка «Camille»), после чего Джон ещё на некоторое время остался с Шекспировской компанией Нового Орлеана.
В 1927 году Джон устроился работать сопровождающим грузы бананов из Далласа, штат Техас, в Лос-Анджелес, где он в конце концов сумел попасть в местный театр (под псевдонимом «Питер Ричмонд», который он взял в честь своего дяди). Там он подружился с Джоном Бэрримором и начал работать на Сесила Б. Де Милля в качестве сценографа и декоратора. В один из дней Сесил Де Милль услышал баритон Кэррадайна, и предложил Джону озвучивать роли за кадром. А ещё через какое-то время ему удалось начать работать и перед камерой.

## Карьера
Первым фильмом с участием Кэррадайна-актёра стал «Tol’able David» вышедший в 1930 году. Первые его роли не были особенно большими, однако со временем Кэррадайн получал все больше и больше экранного времени.
В 1936 он появился в биографической драме «Мария Шотландская» вместе с Кэтрин Хепберн, и в том же году играл вместе с Лореттой Янг в драме «Рамона» («Ramona»).
Через год актёр попал в приключенческую картину «Отважные капитаны» и криминальную драму «Агент президента» («This Is My Affair»).
Позже в тех же 1930-х вышли мюзикл «Рэгтайм Бэнд Александра» («Alexander’s Ragtime Band»), драма «Похищенный» («Kidnapped»), вестерн 1939 года «Дилижанс», а также музыкальный фильм «Три мушкетера» и детектив «Шерлок Холмс: Собака Баскервилей».
После «Дилижанса» Кэррадайн попал в обойму постоянных актёров «короля вестерна» Джона Форда. В 1940 Кэррадайн появился у Форда в драме «Гроздья гнева», а также в вестерне «Возвращение Фрэнка Джеймса».
Актёр снимался, кроме популярных и дорогих картин, и в десятках малобюджетных фильмов ужасов — так он старался заработать побольше денег для гастрольных туров своей театральной компании.
Кэррадайн утверждал, что снялся более чем в 450 фильмах, из них достоверно известны 225 кинофильмов с его участием. С учётом телефильмов количество актёрских работ возрастает до 350. Кроме того, он сыграл в десятке бродвейских спектаклей, большинство которых пришлись на период 1940-х годов.
К концу 1940-х и в 1950-х Кэррадайн много снимался в телесериалах, среди которых можно выделить «Студия один» («Studio One»), «Саспенс» («Suspense»), «Театр звезд Шлица» («Schlitz Playhouse of Stars»), «Кульминация» («Climax!»).
Одной из последних значительных ролей Кэррадайна стала работа в комедийной мелодраме «Пегги Сью вышла замуж» («Peggy Sue Got Married») в 1986 году. К тому моменту за плечами актёра было более 300 картин.

## Личная жизнь
Актёр был женат четыре раза. Впервые он женился в 1935 году на Арданелл МакКул Коснер, которая стала матерью его сыновей Брюса и Дэвида. Развод состоялся в 1944 году, и в том же году Джон уже женился на актрисе Соне Сорел, вместе с которой ему довелось сниматься в триллере «Синяя борода» («Bluebeard»). Брак этот окончился разводом в 1957 году, в нём появилось трое детей — Кристофер, Кит и Роберт.
На актрисе Дорис Рич Джон женился в том же 1957 году, вместе они прожили до 1964 года.
В последний раз актёр женился в 1975 году на Эмили Сиснерос, с которой оставался до конца своей жизни.

## Смерть
В последние годы жизни Джон страдал от артрита, который причинял ему много боли, однако, актёр продолжал работать. Скончался Джон Кэррадайн 27 ноября 1988 года от полиорганной недостаточности в больнице Fatebenefratelli Hospital в итальянском Милане. На момент смерти ему было 82 года.

## Награды
Джон Кэррадайн имеет звезду на Голливудской Аллее Славы, а в 2003-м он был введен в «Зал Славы Вестернов» (Western Performers Hall of Fame) в музее ковбоев и западного наследия.

## Избранная фильмография
- 1936 — Узник острова акул / The Prisoner of Shark Island — сержант Рэнкин
- 1936 — Мария Шотландская / Mary of Scotland — Давид Риччо
- 1937 — Отважные капитаны / Captains Courageous — Долговязый Джек
- 1937 — Ураган / The Hurricane — начальник тюрьмы
- 1937 — Последний гангстер / The Last Gangster — Каспар
- 1938 — Четверо мужчин и помощница / Four Men and a Prayer — генерал Себастьян
- 1939 — Барабаны долины Мохок / Drums Along the Mohawk — Колдуэлл
- 1939 — Дилижанс / Stagecoach — Хэтфилд
- 1939 — Три мушкетёра / The Three Musketeers — Наво
- 1939 — Собака Баскервилей / The Hound of the Baskervilles — Берримор
- 1940 — Гроздья гнева / The Grapes of Wrath — Джим Кейси, бывший проповедник
- 1940 — Возвращение Фрэнка Джеймса / The Return of Frank James — Боб Форд
- 1941 — Вестерн-Юнион / Western Union — док Мёрдок
- 1941 — Охота на человека / Man Hunt — мистер Джонс
- 1944 — Призрак мумии / The Mummy’s Ghost — Юсеф Бей
- 1944 — Дом Франкенштейна / House of Frankenstein — граф Дракула, он же барон Латос
- 1944 — Женщина из джунглей / Jungle Woman — доктор Зигмунд Уолтерс (в титрах не указан, архивная съёмка[англ.])
- 1944 — Чёрный парашют / The Black Parachute — генерал фон Боденбах
- 1945 — Падший ангел / Fallen Angel — профессор Мэдли
- 1945 — Дом Дракулы / House of Dracula — граф Дракула
- 1954 — Джонни Гитара / Johnny Guitar — Старый Том
- 1954 — Египтянин / The Egyptian — расхититель гробниц
- 1956 — Десять заповедей / The Ten Commandments — Аарон, брат Моисея
- 1956 — Вокруг света за 80 дней / Around the World in 80 Days — полковник Проктор Стэмп
- 1958 — Последний салют / The Last Hurrah — Эймос Форс
- 1959 — Ужас под полуночным солнцем / Terror in the Midnight Sun — рассказчик за кадром[9]
- 1959 — Человек без оружия / Man Without a Gun — Сатана
- 1962 — Человек, который застрелил Либерти Вэланса / The Man Who Shot Liberty Valance — майор Кассий Старбакл
- 1964 — Осень шайеннов / Cheyenne Autumn — майор Джефф Блер
- 1965 — Волшебник Марса / The Wizard of Mars — волшебник Марса
- 1959 — Autopsia de un fantasma (Мексика) — Сатана
- 1969 — Неприятности с девушками / The Trouble with Girls — мистер Дрюколт
- 1970 — Бигфут / Bigfoot — Джаспер Б. Хоукс
- 1972 — Берта по прозвищу «Товарный вагон» / Boxcar Bertha — Бакрем Сарторис
- 1972 — Всё, что вы всегда хотели знать о сексе, но боялись спросить / Everything You Always Wanted to Know About Sex* (*But Were Afraid to Ask) — доктор Бернардо
- 1976 — Самый меткий / The Shootist — Эзекайя Беккум, гробовщик
- 1976 — Последний магнат / The Last Tycoon — гид
- 1976 — Вон Тон Тон — собака, которая спасла Голливуд / Won Ton Ton: The Dog Who Saved Hollywood — пьяница
- 1977 — Ударные волны / Shock Waves — капитан
- 1977 — Белый бизон / The White Buffalo — Эмос Бриггс, гробовщик
- 1977 — Болельщицы для Сатаны / Satan's Cheerleaders — бродяга
- 1979 — Тегеранский инцидент / Tegeran Incident / Missile X - Geheimauftrag Neutronenbombe — Николаев, беглый русский профессор
- 1980 — Клуб монстров /The Monster Club — Четвинд-Хейз, писатель романов ужасов
- 1981 — Вой / The Howling — Эрл Кентон
- 1981 — Ожидание «Голиафа» / Goliath Awaits — Рональд Бентли
- 1981 — Остров Франкенштейна / Frankenstein Island — доктор Франкенштейн
- 1984 — Ледяные пираты / The Ice Pirates — верховный главнокомандующий
- 1986 — Пегги Сью вышла замуж / Peggy Sue Got Married — Лео
- 1986 — Гробница / The Tomb — мистер Эндохеб
- 1987 — Чудовище в шкафу / Monster in the Closet — старый Джо Шемптер
- 1990 — Похороненный заживо / Buried Alive — Джейкоб Джулиан